# Biotin
Biotin (vitamín B7, též je nazýván koenzym R či vitamín H) je ve vodě rozpustný vitamín, z chemického hlediska kondenzát močoviny a thiofenu se zbytkem kyseliny valerové. Starší název vitamín H má písmeno v názvu odvozeno od německého slova Haut, tedy kůže, neboť extrakty obsahující tuto látku měly léčivé účinky na kožní léze.

## Funkce
Jde o typický kofaktor karboxyláz (enzymů schopných navázat oxid uhličitý do různých chemických sloučenin), který je vázán peptidovou vazbou na apoenzym přes aminoskupinu lysinu, který je součástí bílkovinného řetězce zmíněného apoenzymu.

## Projevy nedostatku či nadbytku
Jeho nedostatek může vyvolat změny na pokožce a nervové poruchy. Experimentálně lze navodit avitaminózu požíváním většího množství syrových vajec, neboť bílek obsahuje bílkovinu avidin, tvořící s biotinem neúčinný komplex odcházející s výkaly.
Naopak vysoké dávky biotinu (>30 mg/denně) mohou závažným způsobem zkreslovat výsledky krevních testů týkající se činnosti štítné žlázy. Konkrétně způsobují falešný pokles hodnoty TSH a naopak vzestup FT4 a FT3, což by mohlo být následně chybně interpretováno jako rozvíjející se Gravesova nemoc, nebo by naopak tímto způsobem mohla být maskována přítomnost Hashimotovy nemoci. Biotin takto ovlivňuje pouze krevní testy, nikoli činnost štítné žlázy nebo příznaky těchto nemocí.